# Garner (North Carolina)
Garner ist eine Town im Wake County des US-Bundesstaates North Carolina. Die Einwohnerzahl beträgt 31.407 (Stand 2019). Garner ist eine Vorstadt von Raleigh und Teil des Research Triangle.

## Geschichte
Das Land in der Nähe der Stadt Garner wurde erstmals um 1751 besiedelt. In den 1850er Jahren wurde die North Carolina Railroad gebaut und noch vor den 1870er Jahren wurde in der heutigen Innenstadt von Garner eine Holz- und Wasserhaltestelle eingerichtet. Die Gemeinde Garner’s Station erhielt 1878 ein Postamt und wurde 1883 als Gemeinde gegründet, aber 1891 wurde die Satzung der Gemeinde aufgehoben. Im Jahr 1905 wurde die Satzung als Town of Garner wieder in Kraft gesetzt. Als Teil des schnell wachsenden Research Triangle erlebt die Gemeinde seit dem Ende des Zweiten Weltkriegs ein rasches Bevölkerungswachstum.

## Demografie
Nach der Schätzung von 2019 leben in Garner 31.407 Menschen. Die Bevölkerung teilte sich im selben Jahr auf in 64,4 % Weiße, 28,7 % Afroamerikaner, 0,2 % amerikanische Ureinwohner, 2,5 % Asiaten und 2,5 % mit zwei oder mehr Ethnizitäten. Hispanics oder Latinos aller Ethnien machten 9,1 % der Bevölkerung aus. Das mittlere Haushaltseinkommen lag bei 65.064 US-Dollar und die Armutsquote bei 10,0 %.